# Vena (Schweden)
Vena ist eine Ortschaft in der schwedischen Provinz Kalmar län und der historischen Provinz Småland. Der Ort liegt in der Gemeinde Hultsfred.